# بين بروستر
بين بروستر (بالإنجليزية: Ben Brewster)‏ (29 مارس 1992 في الولايات المتحدة - ) هو لاعب كرة قدم أمريكي في مركز الدفاع. لعب مع تولسا روناكس وSeacoast United Phantoms ‏.

## وصلات خارجية
- بين بروستر على موقع قاعدة بيانات كرة القدم.إي يو (الإنجليزية)